# Ансемунд (граф Нима)
Ансемунд (Ансемонд; лат. Ansemundus, фр. Ansemund или Ansemond; убит в 754) — граф Нима (не ранее 737—754).

## Биография
О Ансемунде сообщается во франкских анналах: «Хронике Муассака», «Анианских анналах» и «Хронике Юзеса».
Происхождение Ансемунда достоверно неизвестно. В раннесредневековых источниках он упоминается как «гот», в середине VIII века проживавший в завоёванной маврами Септимании. В качестве властителя, подчинённого омейядскому вали Аль-Андалуса Юсуфу ибн Абд ар-Рахману аль-Фихри, он управлял городами Ним, Мельгёй, Агд и Безье. Предполагается, что он получил власть над этими землями не ранее 737 года, так как он не упоминается во время совершённого тогда Карлом Мартеллом похода в Септиманию. Возможно, Ансемунд воевал на стороне мавров против герцога Аквитании Вайфара, совершившего в начале 750-х годов поход на Нарбон.
Однако в 752 году по неизвестным причинам Ансемунд поднял мятеж против вали Аль-Андалуса и объявил себя вассалом короля франков Пипина Короткого. Вероятно, этому решению графа способствовал начавшийся в то время поход франкской армии в Септиманию. От Пипина Короткого Ансемунд получил подтверждение прав на все свои владения. Возможно, ему были также подчинены и другие перешедшие на сторону франков местные владетели (в том числе, граф Мельгёя Айгульф — отец Бенедикта Анианского). Во франкских анналах сообщается, что все мусульмане, ранее проживавшие в подчинённых Ансемунду городах, были изгнаны.
Вместе с Пипином Коротким граф Ансемунд осадил Нарбон. Однако из-за неспособности франкской армии взять штурмом хорошо укреплённый город осада затянулась. Оставив у Нарбона войско под командованием нескольких военачальников (в том числе, Ансемунда), Пипин Короткий с основным войском установил контроль почти над всей Септиманией, а затем возвратился в свою столицу. Оставленное же королём для осады Нарбона войско из-за своей малочисленности не могло захватить город, но всячески старалось затруднить связь местных жителей с владениями Омейядов на Пиренейском полуострове.
Переход Ансемунда на сторону франков был неоднозначно воспринят среди вестготской знати: часть её считала власть мавров более для себя выгодной, чем власть короля франков, предшественники которого неоднократно воевали с вестготами. В 754 году Эрмениард, один из слуг или вассалов Ансемунда, заманил графа в засаду и лично убил того у одних из городских ворот Нарбона. Одновременно враги Ансемунда подняли восстание в Ниме, но оно было быстро подавлено франкским войском, временно ушедшим из-под стен Нарбона. Новым правителем принадлежавших Ансемунду владений Пипин Короткий назначил графа Радульфа.
Ансемунд был женат на Куане, которая погибла во время мятежа в Ниме в 754 году.